# Nesnesitelná lehkost bytí (film)
Nesnesitelná lehkost bytí je americká filmová adaptace Kunderova stejnojmenného románu z roku 1988. Režíroval ji Philip Kaufman, hlavní role obsadili evropští herci a většina natáčení proběhla ve Francii.
Dílo bylo pozitivně přijato kritiky a diváky, autor knižní předlohy s ním však spokojený nebyl. Od té doby nepovoluje žádné adaptace svých děl - filmové, divadelní ani televizní.